# Antoine Camilleri

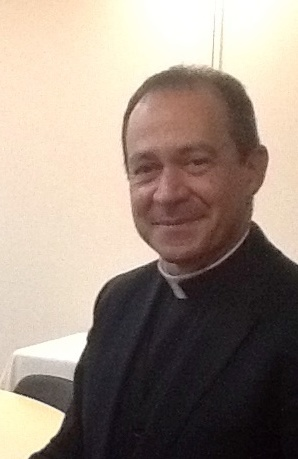
Antoine Camilleri (2016)

Erzbischofswappen von Antoine Camilleri

Antoine Camilleri (* 20. August 1965 in Sliema) ist ein maltesischer Geistlicher, römisch-katholischer Erzbischof und Diplomat des Heiligen Stuhls.

## Leben
Antoine Camilleri wurde in der Pfarrkirche Stella Maris in Sliema getauft. Er besuchte die St. Joseph’s School in Sliema und das St. Aloysius’ College in Birkirkara. 1988 erwarb er an der Universität Malta in Msida mit der Arbeit The legal status of indigenous peoples in international law: a comparative study („Der rechtliche Status indigener Völker im internationalen Recht: eine vergleichende Studie“) einen Doctor of Laws (LL.D.). Anschließend studierte er Philosophie und Katholische Theologie. 1991 erlangte er mit der Arbeit Religious freedom in international law („Religionsfreiheit im internationalen Recht“) an der Universität Malta ein Lizenziat im Fach Katholische Theologie. Er empfing am 5. Juli 1991 in der St. John’s Co-Cathedral in Valletta durch den Erzbischof von Malta, Joseph Mercieca, das Sakrament der Priesterweihe für das Erzbistum Malta.
Nach der Priesterweihe war Camilleri zunächst als Pfarrvikar der Pfarrei Our Lady of Mount Carmel in Gżira tätig. 1992 wurde er für weiterführende Studien nach Rom entsandt, wo er 1996 an der Päpstlichen Lateranuniversität bei Manuel Jesús Arroba Conde mit der Arbeit Il diritto di difesa nei processi giudiziari e amministrativi („Das Recht auf Verteidigung in Gerichtsprozessen und Verwaltungsverfahren“) im Fach Kanonisches Recht promoviert wurde. Von 1996 bis 1997 wirkte er als Ehebandverteidiger am Kirchengericht des Erzbistums Malta. Danach setzte Camilleri von 1997 bis 1999 seine Ausbildung an der Päpstlichen Diplomatenakademie in Rom fort. Am 9. Januar 1999 trat er in den diplomatischen Dienst des Heiligen Stuhls ein. Er war an den Nuntiaturen in Papua-Neuguinea und auf den Salomonen (1999–2002), in Uganda (2002–2005) und in Kuba (2002–2005) tätig. Ab 2007 war Camilleri in der Sektion für die Beziehungen mit den Staaten des Staatssekretariats des Heiligen Stuhls sowie als persönlicher Sekretär des Sekretärs für die Beziehungen mit den Staaten, Dominique Mamberti, tätig. Papst Benedikt XVI. verlieh ihm am 16. Dezember 2005 den Ehrentitel Päpstlicher Ehrenkaplan und am 25. Februar 2013 den Ehrentitel Päpstlicher Ehrenprälat. Am 22. Februar 2013 berief ihn Papst Benedikt XVI. zum Untersekretär der Sektion für die Beziehungen mit den Staaten des Staatssekretariats. Ab dem 8. August 2013 gehörte Camilleri zudem dem Ausschuss für finanzielle Sicherheit (italienisch Comitato di Sicurezza Finanziaria – CoSiFi) der Vatikanischen Finanzinformationsbehörde – ASIF an.
Papst Franziskus bestellte ihn am 3. September 2019 zum Titularerzbischof pro hac vice von Skálholt und zum Apostolischen Nuntius. Die Bischofsweihe spendete ihm der Papst persönlich am 4. Oktober desselben Jahres im Petersdom. Mitkonsekratoren waren Kardinalstaatssekretär Pietro Parolin und der Kardinalpräfekt des Dikasteriums für die ganzheitliche Entwicklung des Menschen, Peter Turkson. Sein Wahlspruch Benedictum lignum per quod fit justitia („Denn Segen ruht auf dem Holz, durch das Gerechtigkeit geschieht“) stammt aus Weish 14,7 .
Am 31. Oktober 2019 bestellte ihn Papst Franziskus zum Apostolischen Nuntius in Äthiopien und Dschibuti, zum Sondergesandten bei der Afrikanischen Union sowie zum Apostolischen Delegaten in Somalia. Am 20. Mai 2024 ernannte ihn Papst Franziskus zum Apostolischen Nuntius in Kuba.
Camilleri spricht sieben Sprachen: Italienisch, Englisch, Spanisch, Französisch, Russisch, Portugiesisch und Rumänisch.

## Schriften
- The legal status of indigenous peoples in international law: a comparative study. Universität Malta, Msida 1988.
- Il diritto di difesa nei processi giudiziari e amministrativi. Päpstliche Lateranuniversität, Rom 1996.